# Amtsgericht Brunsbüttelkoog
Das Amtsgericht Brunsbüttelkoog (ab 1970 kurzfristig: Amtsgericht Brunsbüttel) war ein deutsches Amtsgericht mit Sitz in Brunsbüttelkoog.

## Geschichte
Seit 1867 bestand das Amtsgericht Eddelak. Im Jahr 1938 wurde das Amtsgericht Eddelak als Amtsgericht Brunsbüttelkoog nach Brunsbüttelkoog verlegt. Es war dem Landgericht Itzehoe zugeordnet. Im Jahre 1970 entstand die Stadt Brunsbüttel und der Name des Amtsgerichts änderte sich entsprechend. Im Jahre 1973 wurde das Amtsgericht Brunsbüttelkoog aufgehoben, und das Amtsgericht Meldorf übernahm seine Aufgaben.